# Beige-oliva chiaro
Il colore Beige-oliva chiaro è una sfumatura medio scuro di giallo.